# Augustine Birrell
Pour les articles homonymes, voir Birrell.
Augustine Birrell (19 janvier 1850 - 20 novembre 1933) est un homme politique du Parti libéral britannique, qui est Secrétaire en chef pour l'Irlande de 1907 à 1916. Il démissionne après le soulèvement de Pâques. Avocat de formation, il est également auteur, réputé pour ses essais humoristiques.

## Jeunesse
Il est né à Wavertree, près de Liverpool, le fils du révérend. Charles Mitchell Birrell (1811-1880), prêtre baptiste écossais. Il fait ses études à l'école Amersham Hall et à Trinity Hall, Cambridge où il est nommé membre honoraire en 1879. Il rejoint le Sylvan Debating Club en 1872. Il commence à travailler dans un bureau d'avocat à Liverpool  et est admis au barreau en 1875, devenant un Conseiller de la reine en 1893 et un conseiller d'Inner Temple en 1903 . De 1896 à 1899, il est professeur de droit comparé à l'University College de Londres . En 1911, Birrell est Lord Rector de l'Université de Glasgow.
Sa première épouse, Margaret Mirrielees, est décédée en 1879, un an seulement après leur mariage, et en 1888, il se remarie à Eleanor Tennyson, fille du poète Frederick Locker-Lampson (en) et veuve de Lionel Tennyson, fils du poète Alfred Tennyson . Ils ont deux fils, dont l'un, Francis (1889–1935) est plus tard journaliste et critique et associé au Bloomsbury Group. Birrell a rencontré le succès en tant qu'écrivain avec la publication d'un volume d'essais intitulé Obiter Dicta en 1884. Il est suivi d'une deuxième série d'Obiter Dicta en 1887 et de Res Judicatae en 1892. Ceux-ci, malgré leurs titres, ne concernaient pas le droit, mais il a également écrit des livres sur le droit d'auteur et les fiducies. Birrell a écrit et a parlé avec un humour caractéristique qui est devenu connu sous le nom de birrelling .

## Entrée en politique
Après s'être présenté sans succès à Liverpool Walton en 1885 et Widnes en 1886, il est élu au Parlement pour West Fife lors d'une élection partielle en 1889, en tant que libéral . Il conserve son siège aux élections générales de 1892 et 1895, mais aux Élections générales britanniques de 1900 il se présente à Manchester North East et est battu. En 1903, il publie Eight Years of Tory Government, un «manuel à l'usage des libéraux», qui attaque le bilan de l'administration conservatrice en place sur des questions telles que le logement et l'indemnisation des accidents du travail .

## Président du Board of Education
En décembre 1905, Birrell fait partie du cabinet d'Henry Campbell-Bannerman en tant que président du Board of Education  et ce mois-là, il est admis au Conseil privé. Il est réélu pour Bristol-Nord aux Élections générales britanniques de 1906, au cours desquelles les libéraux remportent une large majorité . Comme Campbell-Bannerman, Birrell appartient à la tradition radicale du parti . Il appartient également à un groupe appelé «New Radicals» ou «New Liberals», qui comprend également Herbert Henry Asquith, Richard Haldane (1er vicomte Haldane) et Edward Grey (1er vicomte Grey de Fallodon) .
Il présente l'Education Bill de 1906, destiné à répondre aux griefs des non-conformistes découlant de l'Education Act de 1902. Le projet de loi est adopté par la Chambre des communes dominée par les libéraux, mais la Chambre des lords, avec une majorité conservatrice, adopte des amendements qui sapent son sens, et le gouvernement l'a laissé tomber. Cette utilisation de procédures parlementaires dilatoires et d'amendements néfastes sur le projet de loi sur l'éducation a ouvert une période de tension politique entre les Communes et les Lords qui s'est finalement conclue par le rejet par les Lords du budget du peuple de 1909, déclenchant les crises constitutionnelles de 1909-1911 .
Birrell est considéré comme un piètre défenseur du projet de loi, même s'il se plaignait en privé qu'il s'agissait principalement du travail de Lloyd George et que lui-même n'avait guère eu son mot à dire sur son contenu . La défaite du projet de loi a empêché Birrell de continuer à exercer ses fonctions et, en janvier 1907, il est nommé Secrétaire en chef pour l'Irlande, en remplacement de James Bryce qui est nommé ambassadeur aux États-Unis. Pendant son mandat au gouvernement, Birrell soutient un certain nombre de mesures et de propositions progressistes telles que l'extension des dispositions en matière de logement, la réforme agraire  et l'augmentation substantielle des dépenses d'éducation aux niveaux primaire et secondaire .

## Birrell et le suffrage des femmes
Comme beaucoup de ses collègues politiques et membres du grand public, Birrell désapprouvait fermement le militantisme et la violence de l'Union sociale et politique des femmes (suffragettes). En novembre 1910, alors qu'il quitte seul la Chambre des communes, il est attaqué par un groupe d'une vingtaine de suffragettes qui l'avaient reconnu. Bien qu'il ne croyait pas qu'il y ait eu de tentative sérieuse de le blesser, en tentant de s'échapper, il s'est tordu le genou et s'est luxé la rotule". CP Scott écrit dans son journal que Birrell craignait de devoir subir une opération pour retirer sa genouillère et a plaisanté en disant que s'il le faisait, il resterait "un politicien aux genoux faibles" jusqu'à la fin de sa vie . Birrell est toutefois décrit par le journal Votes for Women comme l'un des "membres suffragistes du Cabinet" qui ont rencontré une délégation de l'Union nationale des sociétés de suffrage féminin (NUWSS), dirigée par Millicent Fawcett, le 8 août 1913, à la suite d'une réunion similaire du NUWSS avec le Premier ministre Asquith le même jour. Selon Votes for Women, le Times rapporte que les ministres ont demandé à la délégation quel type de projet de loi le NUWSS recherchait. Les autres ministres présents étaient Lloyd George, John Simon, Francis Dyke Acland et McKinnon Wood .

## Secrétaire en chef pour l'Irlande

### Les projets de loi

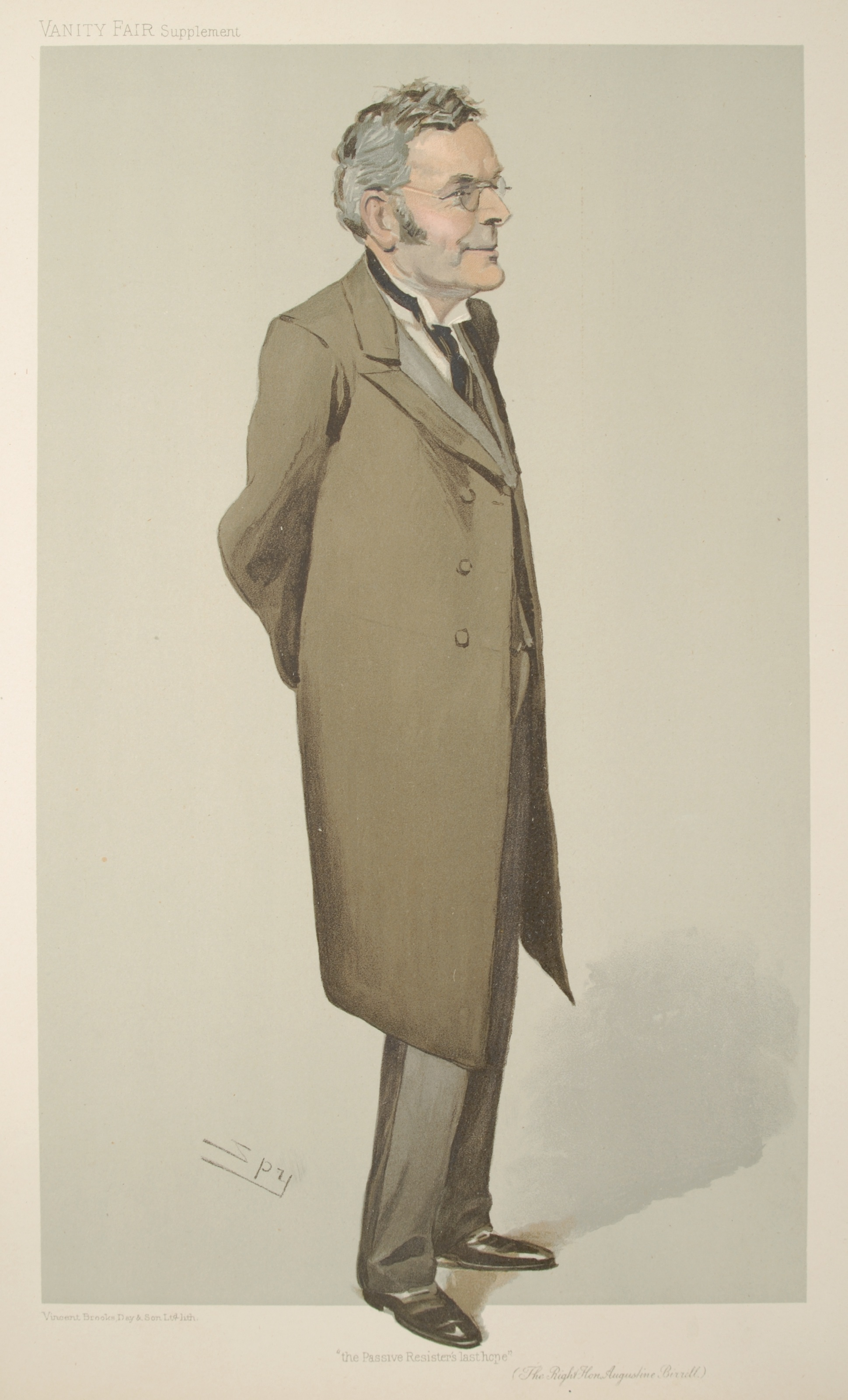
Birrell caricaturé par Spy pour Vanity Fair, 1906

Le premier sous-secrétaire de Birrell et chef de la fonction publique irlandaise à l'administration du château de Dublin est Sir Antony MacDonnell, qui a travaillé avec succès avec un ancien secrétaire en chef, George Wyndham, sur le Land Purchase Act 1903. MacDonnell est un défenseur bien connu du Home Rule. Les propositions de MacDonnell pour ce qu'on a appelé la " dévolution " - le transfert des pouvoirs locaux à l'Irlande sous une autorité centrale - adoptées par la Irish Reform Association - ont rencontré une forte opposition des unionistes, conduisant finalement à la démission de Wyndham. Cette proposition est finalement transmise par Sir James Bryce, Birrell héritant du projet de loi. Birrell modifie la proposition de MacDonnell et, le 7 mai 1907, introduit le Irish Council Bill. Le projet de loi est initialement salué par les dirigeants nationalistes John Redmond et John Dillon, et rencontre l'opposition, pour différentes raisons, des unionistes et des nationalistes plus radicaux qui ne voulaient rien de moins que le Home Rule. Lors d'une convention de la United Irish League, l'opposition est si forte que Redmond change de position; la convention rejette le projet de loi et le gouvernement n'a pas pu aller plus loin . Birrell est encore plus embarrassé lorsqu'il a cherché à mettre fin à l'utilisation de l'Irish Crimes Act 1887, une mesure coercitive introduite par Arthur Balfour pour lutter contre la criminalité agraire, pour ensuite faire face à une augmentation du vol de bétail . Une autre affaire, dans laquelle Birrell n'est pas directement impliqué mais pour laquelle il doit prendre une part de responsabilité, est le vol des joyaux de la couronne irlandaise au Château de Dublin (où le secrétaire en chef avait ses bureaux) en juillet 1907 .
Birrell a plus de succès dans des domaines tels que l'éducation et la question foncière irlandaise. Ses excellentes relations avec les dirigeants des églises catholique et protestante tels que l'archevêque de Dublin William Walsh ont assuré le passage réussi du Irish Universities Bill 1908, qui créé l'Université nationale d'Irlande et l'Université Queen's de Belfast et dissous l'Université royale d'Irlande. Il a résolu le problème communautaire dans l'enseignement supérieur en installant les traditions protestantes et catholiques dans leurs propres sphères distinctes et a garanti aux universitaires catholiques et nationalistes l'accès à l'enseignement universitaire . Les contemporains ont également salué son action en adoptant la Land Purchase (Ireland) Act (1909), qui, bien qu'en deçà de ses dispositions financières, permettait l'achat obligatoire par la Land Commission de vastes zones de terrain pour soulager la congestion, malgré l'hostilité des Lords .

### Home Rule Bill

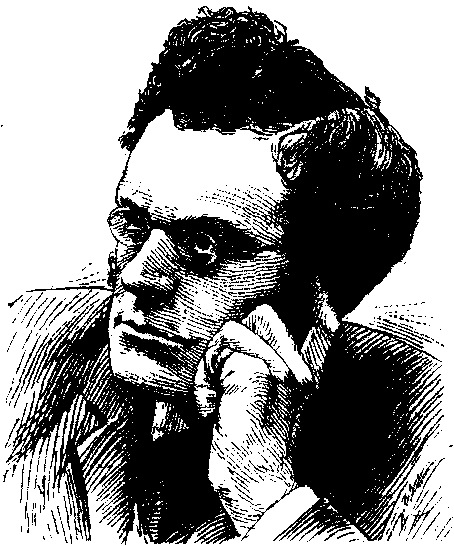
Croquis d'Augustine Birrell

Après l'adoption, avec le soutien du Parti parlementaire irlandais, de la loi de 1911 sur le Parlement, qui restreignait le pouvoir des lords à opposer leur veto à des projets de loi, le Premier ministre Herbert Henry Asquith présente le troisième projet de loi sur l'autonomie le 16 avril 1912. Les unionistes, dirigés en Irlande par Edward Carson et en Grande-Bretagne par le chef des conservateurs Andrew Bonar Law, ont formé une armée privée, les volontaires d'Ulster, pour résister à l'application de la loi  et Carson a proposé un amendement excluant l'Ulster du champ d'application du projet de loi. Birrell est opposé à l'exclusion de toute partie du pays et lorsque David Lloyd George propose un compromis impliquant l'exclusion de six des neuf comtés d'Ulster pour une période de cinq à six ans, Birrell a répondu en offrant sa démission. L'historien Ronan Fanning, dans un article de journal, l'a décrit comme "l'arc hypocrite" en raison de ses critiques publiques de telles propositions d'exclusion, mais de son acceptation en privé . La proposition est rejetée par les unionistes et les nationalistes et Birrell est resté . En fait, à ce stade, Lloyd George avait effectivement remplacé Birrell en tant que négociateur du gouvernement libéral dans les discussions sur le Home rule . La crise s'est poursuivie jusqu'en 1914. Le projet de loi est présenté pour la troisième fois en juillet 1914, cette fois avec un projet de loi modificatif permettant l'exclusion de certains des comtés d'Ulster  mais avec le déclenchement de la Première Guerre mondiale, le projet de loi est adopté sans autre débat, et sa mise en œuvre est suspendue jusqu'après la guerre. Cependant, lors de l'effondrement du gouvernement à majorité libérale d'Asquith en mai 1915 et de son remplacement par une coalition impliquant Carson, la mise en œuvre du Home Rule est devenue théorique .

### Guerre mondiale
Dans la dernière partie de 1915, Birrell est l'un de ces ministres libéraux (d'autres étant Reginald McKenna (chancelier de l'Échiquier), Walter Runciman (président de la Chambre de commerce) et Sir Edward Grey (ministre des Affaires étrangères)) qui sont mécontents du réalignement de l'effort de guerre de la Grande-Bretagne vers la conscription, la guerre totale et un engagement massif de troupes sur le front occidental, comme le préconise le CIGS Archibald Murray. Cependant, aucun d'entre eux n'a rejoint John Allsebrook Simon (ministre de l'Intérieur) pour démissionner en signe de protestation contre la conscription des célibataires, qui devrait être promulguée en janvier 1916. Cependant, Birrell écrit au Premier ministre (29 décembre) critiquant Murray et arguant que lui et Runciman sont d'accord pour dire que les finances et la politique stratégique sont plus importantes que la conscription. La conscription n'est appliquée qu'en Grande-Bretagne, pas en Irlande .

### Rébellion de Pâques
Une nouvelle menace contre l'administration de Birrell est apparue avec la formation en novembre 1913 des Volontaires irlandais, apparemment pour sauvegarder le gouvernement local mais en fait, sous l'influence de la Fraternité républicaine irlandaise (IRB) visant à briser complètement l'union avec la Grande-Bretagne. Dans l'Irlande nationaliste, la possibilité de conscription a suscité l'inquiétude. Sir Matthew Nathan, sous-secrétaire de Birrell depuis octobre 1914, lui dit en septembre 1915 que le Parti nationaliste perdait du terrain dans le pays et que les nationalistes extrémistes, souvent appelés Sinn Féiners, obtenaient un soutien. Nathan prend des mesures telles que la suppression des journaux et l'exil des organisateurs des Volontaires irlandais. Les dirigeants du Parti irlandais, Redmond et Dillon, ont mis en garde contre toute action directe contre les «Sinn Féiners» et l'administration a maintenu cette politique . Birrell lui-même estime que le danger d'un attentat à la bombe est plus grand que celui d'une insurrection . Son évaluation s'est révélée erronée lorsque le soulèvement de Pâques commence le 24 avril 1916.
Birrell avait passé Pâques à Londres, où Nathan lui a télégraphié des nouvelles de la capture et du sabordage du navire d'armes l'Aud et de l'arrestation de Sir Roger Casement. Il venait d'approuver l'arrestation des dirigeants du mouvement le lundi matin de Pâques quand John French, commandant en chef des forces intérieures britanniques, lui annonce que la rébellion a commencé . Il maintient le contact avec Nathan par télégraphe et répond aux questions au Parlement mardi et mercredi, puis s'est rendu en destroyer à Dublin, arrivant tôt le jeudi matin. De là, il écrit au Premier ministre pour lui donner son évaluation de la situation . Dans une de ses lettres, il écrit qu'il «ne pouvait pas continuer». Le 1er mai, au lendemain de la fin de l'Insurrection, Asquith accepte sa démission «avec un regret infini» . Ce regret est également ressenti par les politiciens nationalistes et unionistes du Parlement. Alors que certains, comme Laurence Ginnell, célèbrent son départ, John Redmond et Edward Carson louent le travail accompli par Birrell pendant son mandat de secrétaire en chef. D'autres, comme le fonctionnaire irlandais, Sir Henry Robinson, salue le travail accompli par Birrell et souligne dans ses mémoires le nombre d'actes du Parlement dont Birrell est responsable. Cependant, la Commission royale sur la rébellion de 1916 (la commission Hardinge) critique Birrell et Nathan, en particulier leur incapacité à prendre des mesures contre les rebelles dans les semaines et les mois précédant l'insurrection . Birrell a reconnu dans ses mémoires qu'il ne s'était pas fermement défendu devant la commission. Cependant, la commission a compris que Birrell était confiné à Londres en raison de ses fonctions ministérielles et parlementaires entre 1914 et 1916.

## Impact de la vie privée

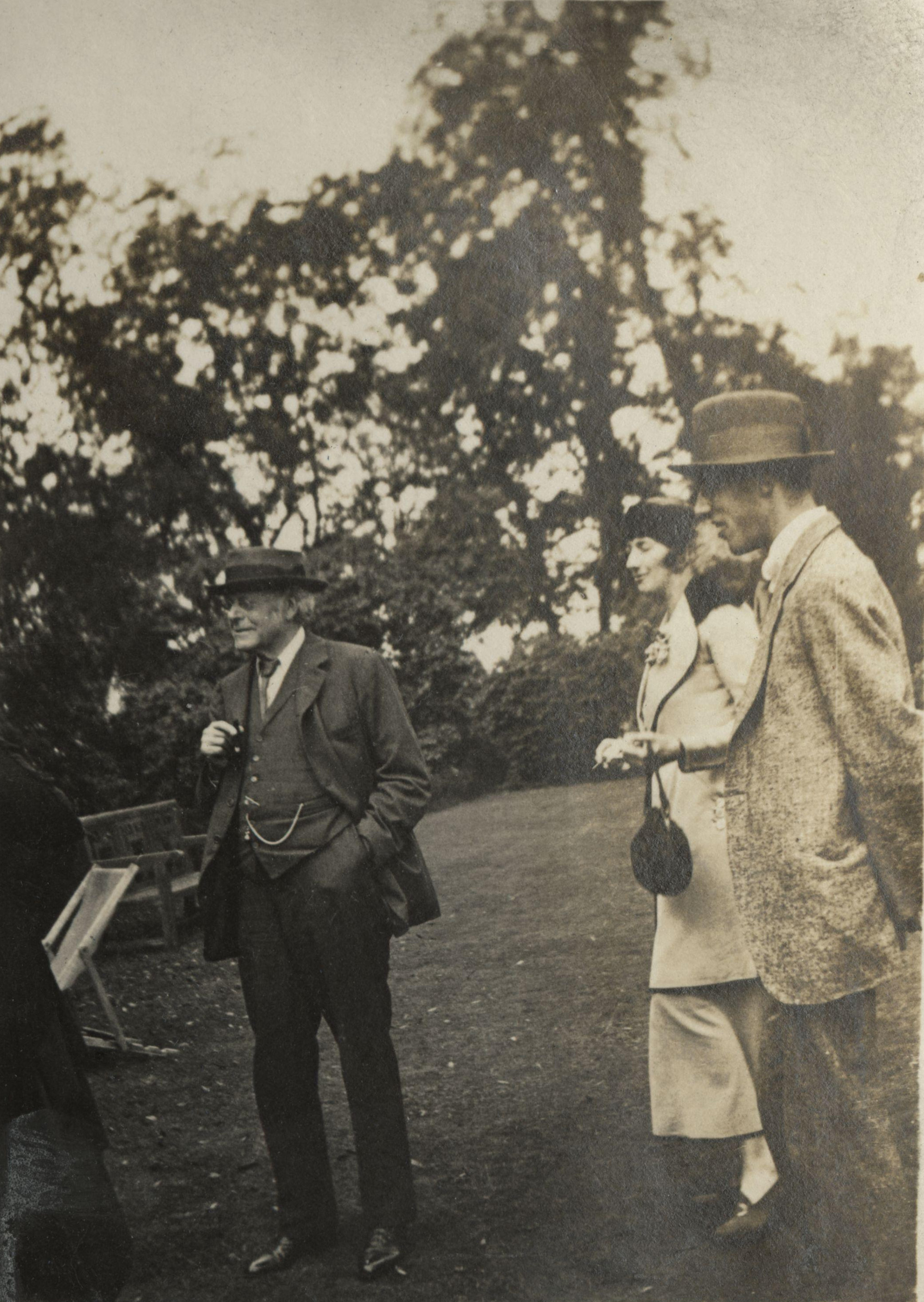
Birrell avec son fils Anthony et Katharine Asquith

Alors que la première phase de Birrell en tant que secrétaire en chef est un succès évident, la période à partir de 1912 environ a vu quelque chose d'un déclin dans la carrière de Birrell qui se reflète également dans sa vie domestique. La deuxième épouse de Birrell, Eleanor, souffrait d'une tumeur cérébrale inopérable et cela lui a finalement fait perdre la raison. Cela a affecté Birrell profondément, en privé et en public, mais il n'a pas dit à ses collègues politiques, qui ont simplement été amenés à comprendre qu'elle ne se souciait pas de la vie sociale. Ils ont deux fils, Francis et Anthony.
La qualité de son travail public s'est détériorée et comme un historien l'a noté, la tension personnelle sévère a dû être un facteur contributif dans "... la combinaison inhabituelle de zèle excessif et d'indécision qui a marqué la réponse de [Birrell] à l'agitation industrielle de Dublin en 1913" . Ce n'est qu'après la mort d'Eleanor en 1915 que Birrell a commencé à retrouver une partie de son ancienne énergie et de son efficacité en tant que ministre.
Birrell ne s'est pas représenté aux Élections générales britanniques de 1918 et n'est jamais revenu en Irlande. En 1929, il accepte un doctorat honorifique de l'Université nationale d'Irlande, mais les tempêtes en mer d'Irlande l'empêchent de faire la traversée et il doit recevoir son diplôme en son absence . Il revient à la littérature avec un nouveau volume d'essais et de critiques de livres, More Obiter Dicta (1920) et un livre sur son beau-père, Frederick Locker-Lampson . Il est décédé à Londres le 20 novembre 1933, à l'âge de quatre-vingt-trois ans. Son autobiographie, Things Past Redress est publiée à titre posthume.

## Œuvres choisies
- Obiter Dicta, Elliot Stock, 1885
- Res Judicatae: Papers and Essays, Charles Scribner's Sons 1892
- Essais sur les hommes, les femmes et les livres, Elliot Stock, 1895
- Essais collectés, Elliot Stock, 1899 [37] (comprenant Obiter Dicta ; Res Judicatae ; Essais sur les hommes, les femmes et les livres )
- Mélanges, Elliot Stock, 1901
- Essays and Addresses, Charles Scribner's Sons, 1901 (même contenu que Miscellanies )
- William Hazlitt, Macmillan, 1902
- Huit ans de gouvernement conservateur, 1895-1903; affaires intérieures; manuel à l'usage des libéraux Londres, 1903
- Au nom du Bodleian et d'autres essais, Elliot Stock, 1905
- Andrew Marvell, Macmillan, 1905
- Essais sélectionnés: 1884-1907, Thomas Nelson, 1909
- Essais auto-sélectionnés : une deuxième série, Nelson, 1917
- Plus Obiter Dicta, W. Heinemann ltd., 1924
- Et Cetera: A Collection, Chatto and Windus, 1930
- Things Past Redress Londres, 1937

La principale collection de documents de Birrell, ceux qui traitent de sa période en tant que secrétaire en chef, sont déposés à la Bodleian Library. Le Bodleian contient également des collections de correspondance publique de Birrell avec des personnalités politiques de son époque, Asquith, Lewis Harcourt et d'autres. La correspondance de Birrell avec Campbell-Bannerman et Herbert Gladstone est conservée à la British Library. Sa correspondance avec Lloyd George est conservée aux Archives parlementaires. La correspondance avec Herbert Samuel est à King's College, Cambridge. D'autres collections se trouvent à la Bibliothèque nationale d'Irlande, Lambeth Palace, Bibliothèque nationale d'Écosse et Trinity College, Dublin. Sa correspondance familiale est déposée à l'Université de Liverpool .